# Impatiens medogensis
Impatiens medogensis är en balsaminväxtart som beskrevs av Yi Ling Chen. Impatiens medogensis ingår i släktet balsaminer, och familjen balsaminväxter. Inga underarter finns listade i Catalogue of Life.